# 児玉元言
児玉 元言（こだま もとのぶ）は、戦国時代から江戸時代にかけての武将。毛利氏の家臣。父は児玉元茂。

## 生涯
毛利氏の譜代家臣の児玉元茂の子として生まれ、天正6年（1578年）4月13日に父から所領を譲られた。
天正13年（1585年）の四国征伐においては小早川隆景の軍に加わり、伊予国へ出陣した。同年7月15日、金子元宅の守る高尾城へ攻撃を開始し、元言は真鍋家綱を討ち取った（高尾城の戦い）。この武功に対し、毛利氏家臣の口羽通平は10月4日に元言に書状を送り賞賛している。
慶長14年（1609年）5月11日、児玉与一郎（子の就茂か）が成人するまで当知行200石の地を預かり、与一郎の養育をするよう毛利輝元に命じられる。
元和元年（1615年）7月7日に死去し、嫡男の就茂が後を継いだ。元言の知行のうち、周防国熊毛郡遠免村148石5斗余りの地は、元和2年（1616年）5月1日に就茂が相続し、周防国都濃郡須々万村50石と長門国豊田郡島戸村50石の地は、寛永4年（1627年）2月17日に就茂の子の就次に与えられた。

## 系譜
- 父：児玉元茂
- 母：不詳
- 妻：不詳
  - 嫡男：児玉就茂